# Deutsche Volleyball-Bundesliga 1993/94 (Männer)
Die Saison 1993/94 der Volleyball-Bundesliga war die zwanzigste Ausgabe dieses Wettbewerbs. Der SV Bayer Wuppertal wurde Deutscher Meister. Kriftel, Rupenhorn Berlin und Schwerin mussten absteigen.

## Mannschaften
In dieser Saison spielten folgende zehn Mannschaften in der Bundesliga:
- Post Telekom Berlin
- SCC Berlin
- SG Rupenhorn Berlin
- ASV Dachau
- VfB Friedrichshafen
- 1. VC Hamburg
- TuS Kriftel
- Moerser SC
- Schweriner SC
- SV Bayer Wuppertal

Aufsteiger aus der 2. Bundesliga waren der Schweriner SC und die SG Rupenhorn Berlin.

## Ergebnisse
Nach der Hauptrunde gab es eine Playoff-Runde, um den neuen Meister zu ermitteln.

### Hauptrunde
|     | Verein           | Punkte | Sätze |
| --- | ---------------- | ------ | ----- |
| 1.  | Friedrichshafen  | 30:6   | 49:22 |
| 2.  | Wuppertal        | 28:8   | 48:16 |
| 3.  | SCC Berlin       | 26:10  | 43:28 |
| 4.  | Moers            | 20:16  | 39:32 |
| 5.  | Hamburg          | 20:16  | 35:34 |
| 6.  | Dachau           | 18:18  | 33:32 |
| 7.  | Post Berlin      | 16:20  | 37:43 |
| 8.  | Kriftel          | 12:24  | 29:45 |
| 9.  | Rupenhorn Berlin | 6:30   | 24:50 |
| 10. | Schwerin         | 4:32   | 17:52 |

### Play-offs
Finale: SV Bayer Wuppertal – VfB Friedrichshafen 3:1, 3:1, 1:3, 3:0